# Realf Robach
Realf Robach (Oslo, 1885. december 6. – Oslo, 1963. június 10.) olimpiai bronzérmes norvég tornász.
Az 1912. évi nyári olimpiai játékokon tornában svéd rendszerű összetett csapatversenyben bronzérmes lett.
Klubcsapata az Oslo Turnforening volt.